# 道の駅水の郷日高川 龍游
道の駅水の郷日高川 龍游（みちのえき みずのさとひだかがわ りゅうゆう）は、和歌山県田辺市龍神村福井にある国道424号の道の駅である。
龍神温泉はここから道なりに進み、22キロ先の位置にある。

## 施設
- 駐車場
  - 普通車：42台
  - 大型車：2台
  - 身障者用駐車場：2台
  - バイク専用駐輪場
- トイレ
  - 男：大・小7
  - 女：5
  - 身障者用：1
- 公衆電話
- 休憩コーナー
- 物産館
- 食堂（9:00 - 16:00）

### 管理団体
- 龍神村森林組合

## 休館日
- 年末年始

## アクセス
- 国道424号 - 登録路線（和歌山県道29号田辺龍神線 重複）
  - 国道425号

## 周辺
- 日高川
- ひわだの滝自然公園